# Somerset County (Maryland)
Somerset County is een county in de Amerikaanse staat Maryland.
De county heeft een landoppervlakte van 847 km² en telt 24.747 inwoners (volkstelling 2000). De hoofdplaats is Princess Anne.

## Bevolkingsontwikkeling

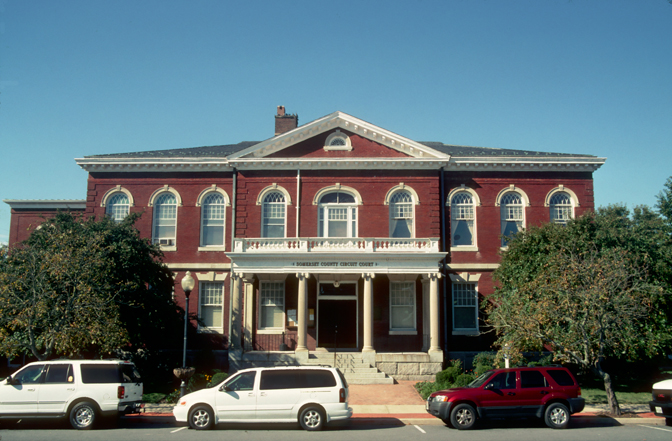
Somerset County Courthouse